# یاستی بلاغ
یاستی بولاغ، (یاستی بلاغ سابق) روستایی از توابع بخش آبگرم شهرستان آوج در استان قزوین ایران است.این منطقه به دست آرمین ، اسی ، امیر ، آرمان و مصطفی اداره میشود.عضو تبعیدی شورا : سینا .

## جمعیت
این روستا در دهستان آبگرم (آوج) قرار دارد و براساس سرشماری مرکز آمار ایران در سال ۱۳۸۵، جمعیت آن ۲۲۳ نفر (۷۲خانوار) بوده‌است.